# 埃尔林·林德·拉森
埃尔林·林德·拉森（丹麥語：Erling Linde Larsen，1931年11月9日—2017年12月15日），丹麦男子足球运动员，司职边后卫。他曾入选1960年夏季奥林匹克运动会丹麦男子足球队名单，但并未上场参赛。